# Departamento Vera
Das Departamento Vera liegt im Norden der Provinz Santa Fe im Zentrum Argentiniens und ist eine von 19 Verwaltungseinheiten der Provinz. 
Es grenzt im Norden an die Provinz Chaco, im Osten an die Departamentos General Obligado und San Javier, im Süden an die Departamentos San Cristóbal und San Justo und im Westen an das Departamento Nueve de Julio. 
Die Hauptstadt des Departamento Vera ist das gleichnamige Vera.

## Städte und Gemeinden
Das Departamento Vera ist in folgende Gemeinden aufgeteilt:
- Calchaquí
- Cañada Ombú
- Fortín Olmos
- Garabato
- Golondrina
- Intiyaco
- La Gallareta
- Los Amores
- Margarita
- Tartagal
- Toba
- Vera